# Diosmin
Diosmin ist eine chemische Verbindung aus der Gruppe der Flavonoidglykoside.

## Vorkommen
Diosmin wurde in Zanthoxylum avicennae, Diosma crenulata und anderen nachgewiesen. Es wurde erstmals 1925 aus Scrophularia nodosa isoliert und 1969 als therapeutischer Wirkstoff eingeführt.

## Gewinnung und Darstellung
Diosmin kann partialsynthetisch durch Dehydrierung aus Hesperidin hergestellt werden.

## Eigenschaften
Diosmin ist ein weißer bis grauer kristalliner Feststoff, der praktisch unlöslich in Wasser und Ethanol ist.

## Verwendung
Diosmin wird als Arzneistoff bei Venenleiden verwendet. Es senkt die Kapillarpermeabilität und steigert die Kapillarresistenz. Es wird auch noch für andere Anwendungen untersucht. In manchen Ländern wird Diosmin als Nahrungsergänzungsmittel eingesetzt.